# かばい手
かばい手（かばいて）は、相撲の流れの中で先に手をついたにもかかわらず負けにならない場合の表現である。

## 解説
相撲は、足の裏以外の身体が土俵についた場合に負けとなることが勝負規定で決められている。しかし相撲の流れの中において、寄り倒しや外掛けなどの技をかけ相手の体と密着したいわゆる「重ね餅」状態のときに、あくまでも手をつかずにがんばると両者とも負傷する危険がある。
そのため、重ね餅の場合に上に位置する力士（選手）が先に手をついたとしても、下になった力士がすでに死に体の状況にある場合は負けにはしないという規則が生まれた。このときの土俵についた手のことをかばい手と呼ぶ。
よって、手をついたときに下になった力士の反撃によって手をついた（つき手と呼ぶ。協会公認の決まり手のなかの、非技のつき手とは区別が必要である）のか、かばい手なのかを、行司（主審）や勝負審判（副審）は正確に判断しなくてはならない。しかしその判定で紛糾する場合もある。
土俵際での寄り倒しなどの場合、攻めていた側の力士が体勢を崩した相手より先に土俵外へ足を踏み越してしまうことを、「かばい足」と呼んでかばい手と同様に扱う場合もある。勝負規定に明記のない俗称ではあるが、実際の勝負審判において慣例化しており、現職の年寄にもテレビ中継の解説などでかばい足を認める発言が見られる。

## かばい手の例
- 有名な紛糾の例として、1972年1月場所中日（8日目）結びの一番、横綱：北の富士対関脇：貴ノ花戦が挙げられる。
- 1993年5月場所千秋楽（15日目）の一番、大関：小錦対関脇：若ノ花では、両者投げの打ち合いとなり、小錦の小手投げ優位とみて小錦に軍配が上がった。映像ではわずかに小錦の手が早くついているように見えたが、物言いはつかなかった。若ノ花はこの場所の結果次第で大関に推挙される可能性があり、誤審ではないかと物議を醸した一番だった。2015年に両者がテレビで対談し、この取り組みが話題になった際に、若ノ花が負けじと手をつかずに頭から落ちようとしたことに対して、首の骨折を避けるための小錦の「かばい手」であったことを若ノ花が述懐している。
- 2004年7月場所中日（8日目）の結びの一番、横綱：朝青龍と琴ノ若戦では、琴ノ若の上手投げにより朝青龍は裏返しの態勢となったがブリッジの状態でこらえた。琴ノ若は朝青龍の上に倒れると危険と思い[要出典]「かばい手」として[要出典]土俵に手を着いた。しかし、これが「かばい手」かどうか物言いとなり、両者同体として取り直しとなった。